# Sokisrivier
De Sokisrivier (Zweeds: Sokisjoki) is een rivier die stroomt in de Zweedse gemeente Kiruna. De rivier ontstaat uit het moeras Sokisvuoma. De rivier stroomt naar het noordwesten, stroomt door het Sokisjärvi en vandaar uit oostwaarts weer door moerassen zoals het Palojännkä. Ze is circa 9 kilometer. Via de Palorivier stroomt haar water in de Lainiorivier.
Afwatering: Sokisrivier → Palorivier → Lainiorivier → Torne → Botnische Golf